# 诺让和波斯蒂亚克
诺让和波斯蒂阿克（法語：Naujan-et-Postiac，法語發音：[noʒɑ̃ e pɔstjak]）是法国吉伦特省的一个市镇，属于利布尔讷区。

## 地理
诺让和波斯蒂亚克（44°47'20"N, 0°10'53"W）面积11.1 平方千米，位于法国新阿基坦大区吉倫特省，该省份为法国西南部沿海省份，是法國本土面积最大的省，北起滨海夏朗德省，西临大西洋，南至朗德省，东南接洛特-加龍省，东临多爾多涅省。
与诺让和波斯蒂亚克接壤的市镇（或旧市镇、城区）包括：圣欧班德布拉讷、贝勒丰、代尼亚克、吉亚克、瑞加藏、吕盖尼亚克、罗藏、罗马涅。

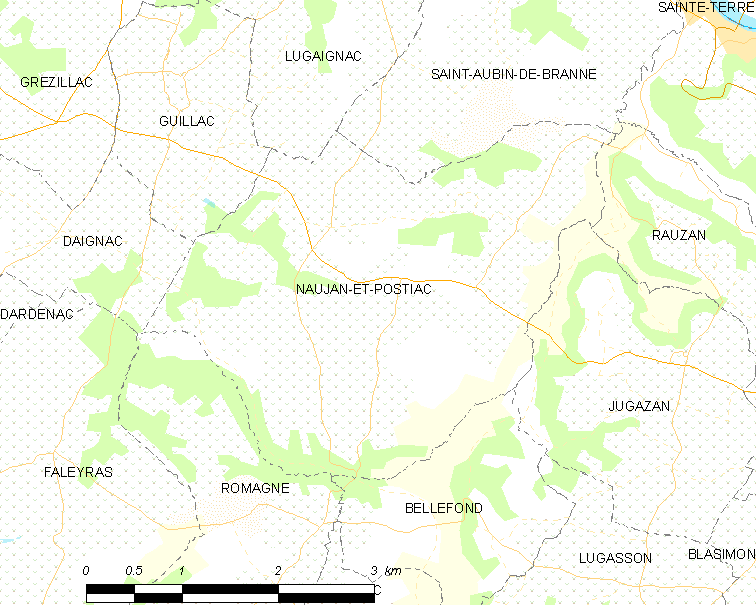
诺让和波斯蒂亚克的OSM定位图

诺让和波斯蒂亚克的时区为UTC+01:00、UTC+02:00（夏令时）。

## 行政
诺让和波斯蒂亚克的邮政编码为33420，INSEE市镇编码为33301。

## 政治
诺让和波斯蒂亚克所属的省级选区为多尔多涅山丘县。

## 人口

1962-2008年间诺让和波斯蒂亚克人口变化图示

诺让和波斯蒂亚克于2022年1月1日时的人口数量为612人。